# Lissoteles fernandezii
Lissoteles fernandezii är en tvåvingeart som beskrevs av Kaletta 1976. Lissoteles fernandezii ingår i släktet Lissoteles och familjen rovflugor.
Artens utbredningsområde är Venezuela. Inga underarter finns listade i Catalogue of Life.